# Déserts (film)
Pour plus de détails, voir Fiche technique et Distribution.
Déserts est un film marocain réalisé par Faouzi Bensaïdi, sorti en 2023.

## Synopsis
Mehdi Attaf et Hamid Dergoune vont de villages en villages dans les provinces du Sud marocain pour collecter de l'argent pour le compte d'une agence de recouvrement.

## Fiche technique
Sauf indication contraire, les informations mentionnées dans cette section peuvent être confirmées par la base de données cinématographiques IMDb,  présente dans la section « Liens externes ».
- Titre français : Déserts
- Réalisation et scénario : Faouzi Bensaïdi
- Costumes : Capucine Landreau
- Photographie : Florian Berutti
- Montage : Faouzi Bensaïdi et Véronique Lange
- Pays d'origine : Maroc
- Format : Couleurs
- Genre : drame
- Durée : 125 minutes
- Dates de sortie :
  - France : 18 mai 2023 (festival de Cannes - Quinzaine des cinéastes), 20 septembre 2023 (sortie nationale)

## Distribution
- Fehd Benchemsi : Mehdi Attaf
- Abdelhadi Talbi : Hamid Dergoune
- Rabii Benjhaile : L'évadé
- Hajar Graigaa : Selma / Hadda
- Mohamed Choubi : Le père de Naïma
- Nezha Rahile : La patronne
- Abdelghani Sannak : Le Mouqadem
- Nordine Saaden : Le barman
- Mohamed Hmimsa : Le jeune paysan
- Brahim Khai : Le père de Hadda
- Zhor Slimani : Hlima
- Abdellah Chicha : Rabah
- Faouzi Bensaïdi : L'épicier

## Sortie

### Accueil critique
En France, le site Allociné propose une moyenne de 3,5⁄5, fondée sur 13 critiques de presse.

## Distinction

### Sélection
- Festival de Cannes 2023 : en section Quinzaine des cinéastes